# Ilzat Akhmetov
Ilzat Toglokovich Akhmetov (tiếng Nga: Ильзат Тоглокович Ахметов; tiếng Uyghur: ئىلزات ئەخمەت, đã Latinh hoá: Ilzat Axmetow, Илзат Тоглокович Ахметов; sinh ngày 31 tháng 12 năm 1997) là một cầu thủ bóng đá chuyên nghiệp người Nga gốc Duy Ngô Nhĩ thi đấu ở vị trí tiền vệ tấn công cho PFC CSKA Moscow.

## Sự nghiệp câu lạc bộ
Sinh ra ở Kyrgyzstan và bố mẹ là người Duy Ngô Nhĩ, Akhmetov chuyển đến sống ở Nga khi anh mới 11 tuổi. Akhmetov có trận đấu chuyên nghiệp đầu tiên trong sự nghiệp trong màu áo đội trẻ Rubin Kazan tại giải Hạng hai Nga vào ngày 18 tháng 7 năm 2014 trước câu lạc bộ FC Syzran-2003 Syzran.
Akhmetov có trận ra mắt đội một Rubin Kazan vào ngày 28 tháng 9 năm 2014 trong trận đấu gặp FC Luch-Energiya Vladivostok tại giải Cúp Quốc gia Nga. Ngày 20 tháng 10 năm 2014, anh có trận ra mắt tại Giải Bóng đá Ngoại hạng Nga trong trận đấu gặp FC Mordovia Saransk.
Ngày 26 tháng 7 năm 2018, Akhmetov đồng ý ký vào bản hợp đồng có thời hạn 4 năm với CSKA Moscow.

## Sự nghiệp quốc tế
Với việc sinh ra ở Kyrgyzstan và sống tại Nga một thời gian dài từ khi còn nhỏ, Akhmetov có thể lựa chọn khoác áo một trong hai đội tuyển Kyrgyzstan và Nga. Huấn luyện viên trưởng người Nga của đội tuyển Kyrgyzstan, ông Aleksandr Krestinin đã liên hệ với anh, nhưng cuối cùng Akhmetov đã lựa chọn khoác áo đội tuyển Nga
Akhmetov có tên trong danh sách triệu tập lên đội tuyển Nga lần đầu vào tháng 11 năm 2018 để chuẩn bị cho hai trận đấu gặp Đức và Thuỵ Điển, nhưng cuối cùng anh không thể lên tuyển thời điểm đó vì gặp chấn thương.
Anh có trận ra mắt đội tuyển trong đội hình xuất phát vào ngày 21 tháng 3 năm 2019 gặp Bỉ trong khuôn khổ vòng loại Euro 2020